# U-978
U-978 – niemiecki okręt podwodny (U-Boot) typu VII C z okresu II wojny światowej. Okręt wszedł do służby w 1943 roku. Jedynym dowódcą był Kptlt. Günther Pulst.

## Historia
Wcielony do 5. Flotylli U-Bootów celem szkolenia załogi, od sierpnia 1944 roku kolejno w 3. i 11. Flotylli jako jednostka bojowa.
Odbył dwa patrole bojowe, podczas jednego z nich uszkodził jeden statek o pojemności 7176 BRT na tyle, że uznano go za stracony.
Od października do grudnia 1944 roku odbył najdłuższy patrol bojowy z użyciem chrap (68 dni, o dwa więcej niż szerzej znany rejs U-977 do wybrzeży Argentyny w 1945 roku).
Poddany 9 maja 1945 roku w Trondheim (Norwegia), przebazowany 29 maja 1945 roku do Loch Ryan (Szkocja). Zatopiony 11 grudnia 1945 roku podczas operacji Deadlight po storpedowaniu przez okręt podwodny HMS „Tantivy”.